# Neobisium trentinum
Neobisium trentinum är en spindeldjursart som beskrevs av Beier 1931. Neobisium trentinum ingår i släktet Neobisium och familjen helplåtklokrypare.

## Underarter
Arten delas in i följande underarter:
- N. t. ghidinii
- N. t. trentinum